# Bernd Wegener (Marineoffizier)
Bernd Wegener (* 22. Mai 1884 in Rendsburg; † 19. August 1915) war ein deutscher Kapitänleutnant der Kaiserlichen Marine und U-Boot-Kommandant im Ersten Weltkrieg. Als Kommandant von U 27 löste er den sogenannten Baralong-Zwischenfall aus.

## Leben
Bernd Wegener war ein Sohn des Oberstabsarztes Wegener und trat nach seinem Abitur im April 1903 als Seekadett in die Kaiserliche Marine ein. Nach Abschluss seiner Ausbildung wurde er im Herbst 1906 Leutnant zur See und kam dann in unterschiedlichen Kommandierungen zum Einsatz.
Ab Herbst 1913 war er dann bei der U-Boot-Waffe. Ab 8. Mai 1914 war er Kommandant von U 27 und wurde in dieser Position am 19. September 1914 zum Kapitänleutnant befördert. Unter seinem Kommando konnte U 27 am 18. Oktober 1914 das britische U-Boot E3 und am 31. Oktober 1914 das britische Flugzeugmutterschiff Hermes versenken. Zudem gelang am 11. März 1915 die Versenkung des britischen Hilfskreuzers Bayano.
Während einer Patrouillenfahrt am 19. August 1915 südlich von Queenstown wurde der Frachter Nicosian durch U 27 aufgebracht. Nach der Evakuierung der Besatzung des Frachters näherte sich ein zweites Schiff dem Liegeplatz der Nicosian, welche bereits für die Versenkung vorbereitet wurde. Durch ein geschicktes Manöver und da das Schiff unter US-amerikanischer Flagge fuhr, war es für U 27 zu spät erkennbar, dass es sich um die britische U-Boot-Falle HMS Baralong handelte. Alle Besatzungsmitglieder des U-Boots kamen bei der Versenkung von U 27 um oder wurden durch die Besatzung der Baralong erschossen. Durch dieses Handeln kam es zu diplomatischen Auseinandersetzungen und Weiterungen, welche unter dem Baralong-Zwischenfall zusammengefasst werden.
1918 war geplant den U-Kreuzer U 145 nach Wegener zu benennen. Letztendlich wurde er aber nicht mehr in Dienst gestellt. Als am 25. Juni 1939 in Kiel die 7. U-Flottille der Kriegsmarine aufgestellt wurde, erhielt diese den Beinamen „Wegener“.